# Babes in the Wood
Babes in the Wood (também conhecido como Kids of the Wood) é um conto de fadas infantil europeu, sobre duas crianças abandonadas em uma floresta que morrem e são cobertas com folhas por pintarroxos. Foi publicado pela primeira vez como uma balada anonima, impressa em um panfleto por Thomas Millington em Norwich, em 1595 e foi ilustrada por Randolph Caldecott em um livro publicado em 1879. A expressão "Babes in the Wood" passou para a linguagem comum, referindo-se a pessoas inocentes e inexperientes que entram de surpresa em uma situação potencialmente perigosa ou hostil. Vários casos de assassinatos de crianças foram mencionados na mídia como os assassinatos de Babes in the Wood.
O folclore diz que os eventos contados em Babes in the Wood, aconteceram originalmente em Wayland Wood, em Norfolk, Inglaterra. Dizem que o tio morava nas proximidades de Griston Hall. Diz-se que os fantasmas das crianças assassinadas assombram Wayland Wood. As placas da vila em Griston Hall e nas proximidades de Watton retratam a história. A Walt Disney Company em 1932, adaptou o conto Babes in the Wood, em seu curta-metragem Babes in the Woods, com alguns elementos de Hänsel und Gretel dos Irmãos Grimm.